# Primula sertulum
Primula sertulum är en viveväxtart som beskrevs av Adrien René Franchet. Primula sertulum ingår i släktet vivor, och familjen viveväxter. Inga underarter finns listade i Catalogue of Life.